# Amazing Carnival
Amazing Carnival（アメイジング・カーニバル）は日本の音楽ユニット。カントリー、ロック、ブルースなどのアメリカンルーツミュージックを土台とした音楽スタイルを持つ。2004年に広島綾子(Vo)と真田晴久(G)により結成。音楽事務所ユイ・アーティストよりデビュー。CSのサッカーチャンネル番組のテーマソング等で知られる。現在は活動休止中。

## メンバー
- 広島綾子(ボーカル担当)
- 真田晴久(ギター・エレクトリックベース他担当)

## 略歴
2004年1月
広島綾子(Vo)と真田晴久(Gt)の2人により結成。(結成当初はMazik Floor名義で活動。)
2006年4月
MazikFloorでEP 『First Essentials』を発表。収録曲の「Carried Away」は『スカパー!サッカーチャンネル「2006年FIFAワールドカップ デイリーニュース」』のエンディングテーマに採用。PV「notice」,「Dream a Dream」がiTunes PodcastランキングでTop10入りするなど、内容の濃いミニアルバムとなった。
2007年11月
フォーライフミュージック傘下の音楽事務所ユイアーティストと契約。コンピレーションアルバム「BARFOUT! presents 『authentica delight?目覚めの良い朝』」に、トム・コクランのカバーLife is a highway(ライフ・イズ・ア・ハイウェイ)を提供。
2008年2月
ヴィレッジヴァンガード下北沢店が選曲スーパーバイザーとして参加したカバーアルバム「AC」をリリース。元オフコースの鈴木康博（Gt）が全曲、SPECIAL OTHERS)の宮原良太（Dr）が1,2,3,5で参加している。収録曲の「HUSH」がスカパー！『セリエA HEROES』のエンディング曲に使用された。
2009年1月
オフィシャルサイトにて活動休止を告知。
以降、広島はソロとして活動。真田は新ユニットOriginal Clockで活動中。

### ツイッター関連
- 広島綾子 (@hiroshima_ayako) - X（旧Twitter）
- 真田晴久 (@halsanada) - X（旧Twitter）